# 可敦城
可敦城（ハトゥンじょう）は、モンゴル国のトール川畔にある古城址。ウイグル国の時代（744年 - 840年） 、ウイグル国のカガンに嫁した唐の皇女（和蕃公主）の居城として建設された。 可敦（ハトゥン） とは、ウイグル語を含む古代トルコ語で「皇妃」を意味する。のち契丹が外モンゴルを征服すると、1004年ここに鎮州建安軍をおいて、遼の同地方統治の中心とした。遼が金に滅ぼされると、1122年耶律大石はここに7州・18部の衆を集めて皇帝の位につき、西遼を建てた。13世紀初めにモンゴルのチンギス・ハンが興るまでトール川渓谷に遊牧したケレイト部族が繁栄を誇ったのは、可敦城の鎮州建安軍が隊商貿易の中心地であったためである。